# Walter Posner
Walter Posner (* 22. Februar 1953) ist ein ehemaliger deutscher Fußballspieler. Er spielte für Borussia Mönchengladbach und Bayer 04 Leverkusen.

## Karriere
Zur Saison 1973/74 wechselte der Verteidiger Walter Posner vom Mittelrhein Landesligisten TSC Euskirchen zu Borussia Mönchengladbach in die Fußball-Bundesliga. Am 23. Mai 1973 war Posner beim Länderspiel in St. Pölten gegen Österreich in der Amateurnationalmannschaft des DFB zum Einsatz gekommen. Der Mann vom TSCE war für Lorenz-Günther Köstner vom VfB Helmbrechts beim 2:1-Sieg eingewechselt worden. Köstner wurde ebenfalls von BMG zur Saison 1973/74 verpflichtet. Unter Hennes Weisweiler bestritt Walter Posner am 31. August 1974 beim 1:1 bei Eintracht Frankfurt mit 21 Jahren sein erstes Bundesligaspiel für Borussia Mönchengladbach. Für die Borussia absolvierte Posner zwei Wochen später, am 14. September, bei einem 3:1-Auswärtserfolg beim 1. FC Kaiserslautern, seinen zweiten und zunächst letzten Bundesligaeinsatz. Das Team vom Bökelberg gewann 1974/75 die deutsche Meisterschaft und den UEFA-Pokal. Im UEFA-Cup kam er am 18. September 1974 bei der 1:2-Auswärtsniederlage bei Wacker Innsbruck und dem 4:2-Auswärtserfolg am 11. Dezember 1974 bei Real Zaragoza zum Einsatz. Zur Saison 1975/76 wechselte Posner in die 2. Bundesliga zu Bayer 04 Leverkusen. Dort wurde er zum Stammspieler und absolvierte 140 Zweitligaspiele, ehe er mit Leverkusen nach dem Gewinn der Meisterschaft in der Saison 1978/79 als Stammspieler unter Trainer Willibert Kremer in die Bundesliga aufstieg. Sein letztes Bundesligaspiel absolvierte Posner am 34. Rundenspieltag 1983/84, bei einer 0:2-Auswärtsniederlage gegen den 1. FC Köln unter Trainer Dettmar Cramer. Er bildete dabei mit Rüdiger Vollborn (Torhüter), Dieter Bast, Helmut Winklhofer und Jürgen Gelsdorf die Leverkusener Defensive.
Nach seiner Profilaufbahn zählte er regelmäßig zum Aufgebot der Bayer Traditionsmannschaft.
Im rheinländischen Lokalfußball trainierte er in der Saison 1991/92 den Landesligisten SV Wesseling, mit dem er den Kreispokal gewann. Im Frühjahr 2004 war er für den Verbandsligisten VfL Rheinbach verantwortlich, von 2004 bis Ende 2005 für den SW Stotzheim und in der Saison 2011/12 trainierte er den Bezirksligisten SSV Lommersum. Im Frühjahr 2016 betreute er Stotzheim nochmals interimistisch als Trainer.